# Pentasteron securifer
Pentasteron securifer är en spindelart som beskrevs av Baehr och Rudy Jocqué 200. Pentasteron securifer ingår i släktet Pentasteron och familjen Zodariidae.
Artens utbredningsområde är Western Australia. Inga underarter finns listade i Catalogue of Life.